# Eugênio Gudin
Eugênio Gudin Filho (Río de Janeiro, 12 de julio de 1886 — Río de Janeiro, 1986) fue ministro de la Economía entre septiembre de 1954 y abril de 1955, durante el gobierno de Café Filho. 

## Biografía
Formado en Ingeniería Civil en 1905 por la  "Escola Politécnica do Rio de Janeiro", pasó a interesarse por la economía en la década de 1920. Entre los años 1924 y 1926, publicó sus primeros artículos sobre Economía en el diario O Jornal, de Río de Janeiro. 
Fue director de O Jornal y de la Western Telegraph (1929-1954) y director general de la Great Western of Brazil Railway por casi treinta años.
En 1944, el entonces ministro de educación, Gustavo Capanema, designó a Gudin para dirigir el Proyecto de Ley que institucionalizó el curso de la economía del Brasil. Ese mismo año, fue elegido como delegado brasileño en la Conferencia Monetaria Internacional, en Bretton Woods, Estados Unidos; que decidió por la creación del Fondo Monetario Internacional (FMI) y del Banco Mundial (BM).